# لياندرو ديبتريس
لياندرو ديبتريس (بالإسبانية: Leandro De Petris)‏ هو لاعب كرة قدم أرجنتيني في مركز الهجوم، ولد في 24 يناير 1988 في مدينة رافاييلا في الأرجنتين. لعب مع إنديبندينتي ونادي بريشيا ونادي تريستينا.